# Kwadratisch geheel getal
In de algebraïsche getaltheorie, een deelgebied van de wiskunde, zijn kwadratische gehele getallen getallen die een element zijn van een kwadratisch lichaam. Voorbeelden zijn de gehele getallen van Gauss en de gehele getallen van Eisenstein. De wiskunde van de kwadratische gehele getallen wordt al meer dan honderd jaar onderzocht, maar er is nog veel onduidelijk. 

## Definitie
Kwadratische gehele getallen zijn oplossingen van vierkantsvergelijkingen, vergelijkingen van de vorm:
{\displaystyle x^{2}+ax+b=0}
voor gehele getallen {\displaystyle a} en {\displaystyle b}. Deze oplossingen hebben de vorm {\displaystyle c+\omega d}, waar {\displaystyle c} en {\displaystyle d} gehele getallen zijn en waar {\displaystyle \omega } wordt gedefinieerd als
{\displaystyle \omega ={\begin{cases}{\sqrt {D\ }}&{\mbox{als }}D\equiv 2,3\mod {4}\\{{1+{\sqrt {D\ }}} \over 2}&{\mbox{als }}D\equiv 1\mod {4}\end{cases}}}
{\displaystyle D} is een kwadraatvrij geheel getal.
Richard Dedekind heeft deze definitie in 1871 voor het eerst gegeven. De kwadratische gehele getallen vormen een deelring van een kwadratische lichaam {\displaystyle \mathbb {Q} ({\sqrt {D\ }})}, dat de kwadratische ring van gehele getallen wordt genoemd. {\displaystyle \mathbb {Q} ({\sqrt {D\ }})} wordt ook aangeduid met {\displaystyle \mathbb {Z} [\omega ]}. 
{\displaystyle \mathbb {Z} [\omega ]} is de ring van de gehele getallen {\displaystyle {\mathcal {O}}_{\mathbb {Q} ({\sqrt {D\ }})}} van {\displaystyle \mathbb {Q} ({\sqrt {D\ }})}, dus een Dedekind-ring.

## Voorbeelden
- Een klassiek voorbeeld is {\displaystyle \mathbb {Z} [{\sqrt {-1\ }}]}, de gehele getallen van Gauss, die rond 1800 door Carl Friedrich Gauss in zijn formulering van de bikwadratische wederkerigheid[3] werden geïntroduceerd.
- De elementen in {\displaystyle {\mathcal {O}}_{\mathbf {Q} ({\sqrt {-3\ }})}=\mathbb {Z} \left[{{1+{\sqrt {-3\ }}} \over 2}\right]} worden gehele getallen van Eisenstein genoemd.
- {\displaystyle \mathbb {Z} [{\sqrt {-3\ }}]} is in tegenstelling hiermee geeneens een Dedekind-ring.

## Klassegetal
Uitgerust met de norm
{\displaystyle N(c+d{\sqrt {D\ }})=c^{2}-Dd^{2}},
is {\displaystyle {\mathcal {O}}_{\mathbb {Q} ({\sqrt {D\ }})}} een euclidisch domein, sterker nog een uniek factorisatiedomein, wanneer {\displaystyle D=-1,-2,-3,-7,-11}. Aan de andere kan bleek dat {\displaystyle \mathbb {Z} [{\sqrt {-5\ }}]} geen uniek factorisatiedomein is, omdat het een onherleidbaar element bevat dat geen priemelement is. Het getal 6 kan bijvoorbeeld op twee verschillende manieren in priemgetallen worden ontbonden:
{\displaystyle 6=2(3)=(1+{\sqrt {-5\ }})(1-{\sqrt {-5\ }})}
{\displaystyle \mathbb {Z} [{\sqrt {-5\ }}]} heeft in feite klassegetal 2. Dat het bleek dat deze getallen geen eenduidige factorisatie hebben spoorde Ernst Kummer en Richard Dedekind ertoe aan een theorie te ontwikkelen die de verzameling van priemgetallen zou uitbreiden. Het resultaat was dat idealen en de decompositie van idealen door priemidealen werden ingevoerd.
Een kwadratische ring van gehele getallen die een Dedekind-domein is, is dan en slechts dan een uniek factorisatiedomein als het ook een  hoofdideaaldomein is, dat wil zeggen klassegetal 1 heeft. Er bestaan daarentegen kwadratische ringen van gehele getallen die wel een hoofdideaaldomein, maar die geen euclidisch domein zijn. De lichaamsuitbreiding {\displaystyle \mathbb {Q} [{\sqrt {-19\ }}]} heeft bijvoorbeeld klassegetal 1, maar de ring ervan van gehele getallen is niet euclidisch. Er bestaan methoden om ideaalklassengroepen van kwadratische ringen van gehele getallen te berekenen, maar veel vragen over hun structuur staan na meer dan honderd jaar nog steeds open.